# Zeenat Aman
Zeenat Aman (Hindi: ज़ीनत अमान, Urdu: زینت امان) (født 19. november 1951) er en indisk skuespiller, der har spillet med i en række Bollywood-film i 1970'erne og 1980'erne.
Hun fik tredjepladsen i Miss India-konkurrencen og vandt i 1970 Miss Asia Pacific-konkurrencen.
Zeenat Aman blev født i Mumbai (tidl. Bombay). Hendes far var muslim og moderen hindu.